# Sara Botsford
Sara Botsford (Ontario, 4 augustus 1951) is een Canadese/Amerikaanse actrice, filmregisseuse, filmproducente en scenarioschrijfster.

## Biografie
Botsford begon in 1977 met acteren in de televisieserie The Great Detective. Hierna heeft zij nog meerdere rollen gespeeld in televisieseries en films zoals Jumpin' Jack Flash (1986), As the World Turns (1988-1990), E.N.G. (1989-1994), Tremors 4: The Legend Begins (2004), The L Word (2005) en Sophie (2008-2009).
Botsford is ook actief als filmregisseuse, filmproducente en scenarioschrijfster, van 2008 tot en met 2015 heeft zij zestien afleveringen van de televisieserie Canooks geschreven, geproduceerd en geregisseerd. In 1997 heeft zij de film Dead Innocent geregisseerd.
Botsford is ook actief in het theater, zij heeft eenmaal opgetreden op Broadway. In 1984 heeft zij als understudy gefungeerd in het toneelstuk The Real Thing voor de rol van Charlotte.
Botsford is getrouwd geweest met Alan Scarfe en zij hebben drie zonen, waarvan een ook werkzaam is als acteur Jonathan.

## Prijzen

### Gemini Awards
- 1998 in de categorie Beste Optreden door een Actrice in een Hoofdrol in een film met de film The Arrow – genomineerd.
- 1993 in de categorie Beste Optreden door een Actrice in een Televisieserie met de televisieserie E.N.G. – gewonnen.
- 1992 in de categorie Beste Optreden door een Actrice in een Televisieserie met de televisieserie E.N.G. – genomineerd.

### Genie Awards
- 1983 in de categorie Beste Optreden door een Actrice in een Hoofdrol met de film By Design – genomineerd.

## Filmografie

### Films
Uitgezonderd korte films.
- 2018 Once Upon a Prince - als de Koningin
- 2017 L.M. Montgomery's Anne of Green Gables: Fire & Dew - als Marilla Cuthbert
- 2017 L.M. Montgomery's Anne of Green Gables: The Good Stars - als Marilla Cuthbert
- 2016 Anne of Green Gables - als Marilla Cuthbert
- 2015 The Curse of Clara: A Holiday Tale - als Ballet Mistress
- 2015 Christmas Incorporated - als Garrity Wharton
- 2015 River - als dr. Stephanie Novella
- 2014 Lizzie Borden Took an Ax - als Abby Morse Borden
- 2011 Matty Hanson and the Invinsibility Ray – als Dr. Angelina Haas
- 2008 Broken Windows – als Mary
- 2005 The Fog – als Kathy Williams
- 2005 Anne: Journey to Green Gables – als Mevr Barry / Vrouwe Schuller (animatiefilm)
- 2004 Eulogy – als Mevr. Carmichael
- 2004 Tremors 4: The Legend Begins – als Christine Lord
- 2003 Burn: The Robert Wraight Story – als Meredith Farley
- 2002 Trudeau – als Kathleen Sinclair
- 1999 Ricky Nelson: Original Teen Idol – als Harriet Nelson
- 1999 Our Guys: Outrage at Glen Ridge – als Ros Faber
- 1998 The Fixer – als Bonnie
- 1997 The Arrow – als Kate O'Hare
- 1996 Dangerous Offender: The Marlene Moore Story – als Heather Allen
- 1995 Obstruction of Justice – als ??
- 1994 My Breast – als Eve
- 1992 Fatal Memories – als Janice
- 1991 Thick as Thieves – als vrouw
- 1989 The Gunrunner – als Maude
- 1986 Jumpin' Jack Flash – als Lady Sarah Billings
- 1986 Legal Eagles – als Barbara
- 1982 Murder by Phone – als Ridley Taylor
- 1982 Still of the Night – als Gail Phillips
- 1982 Deadly Eyes – als Kelly Leonard
- 1982 By Design – als Angie
- 1979 Crossbar – als Tricia
- 1977 The Fighting Men – als Maggie

### Televisieserie
Alleen televisieseries met minimaal twee afleveringen.
- 2018 - 2021 Holly Hobbie - als Helen Hobbie - 30 afl.
- 2016 Ride - als Lady Covington - 20 afl.
- 2009 Raising the Bar – als rechter Olive Bussman – 2 afl.
- 2008 – 2009 Sophie – als Estelle Burroughs – 25 afl.
- 2005 The L Word – als Allen Barnes – 2 afl.
- 1999 The Lot – als Norma St. Claire - ? afl.
- 1997 Black Harbour – als Lee Colwell – 2 afl.
- 1989 – 1994 E.N.G. – als Ann Hildebrandt – 96 afl.
- 1988 As the World Turns – als Lilith McKechnie - 9 afl.
- 1984 Guiding Light – als Lucy Rogers – 3 afl.

- Bibliothèque nationale de France: cb14157820f (data)
- Gemeinsame Normdatei: 1164087282
- International Standard Name Identifier: 0000 0001 1479 7100
- Library of Congress Control Number: no2010044544
- Virtual International Authority File: 108073866
- WorldCat: E39PBJdGGTdXbJ4DfrhHfWYQMP